# مان‌یوگانا
مان‌یوگانا (万葉仮名) طرز نوشتن کلمات در ژاپنی که از حروف چینی در آن استفاده می‌شود و بسیار باستانی است، زمان آغاز استفاده از این نوع کانا مشخص نیست، اما حداقل از قرن هفتم نشانه‌هایی از استفاده از آن وجود دارد. مان‌یوگانا ریشه هجانگارهای هیراگانا و کاتاکانا است که در ژاپن امروز بسیار کمتر از دو کانای دیگر از آن استفاده می‌شود.

## اصول
| مان‌یوگانا | 之乎路可良 | 多太古要久礼婆 | 波久比能海   | 安佐奈藝思多理 | 船梶母我毛     |
| کاتاکانا  | シヲヂカラ | タダコエクレバ | ハクヒノウミ | アサナギシタリ | フネカヂモガモ |
| مدرن      | 志雄路から | ただ越え来れば | 羽咋の海     | 朝凪したり     | 船梶もがも     |
| رومانیز   | Shiojikara | Tadakoekureba  | Hakuhinoumi  | Asanagishitari | Funekajimogamo |